# Манчестер (округ Грін-Лейк, Вісконсин)
Манчестер (англ. Manchester) — місто (англ. town) в США, в окрузі Ґрін-Лейк штату Вісконсин. Населення — 1057 осіб (2020).

## Демографія
Згідно з переписом 2010 року, у місті мешкали 1022 особи в 324 домогосподарствах у складі 246 родин. Було 356 помешкань
Расовий склад населення:
| - 98,6 % — білих - 1,3 % — чорних або афроамериканців |

До двох чи більше рас належало 0,1 %. Частка іспаномовних становила 0,9 % від усіх жителів.
За віковим діапазоном населення розподілялося таким чином: 34,8 % — особи молодші 18 років, 54,6 % — особи у віці 18—64 років, 10,6 % — особи у віці 65 років та старші. Медіана віку мешканця становила 31,4 року. На 100 осіб жіночої статі у місті припадало 106,5 чоловіків;  на 100 жінок у віці від 18 років та старших — 107,5 чоловіків також старших 18 років.
Середній дохід на одне домашнє господарство  становив 67 004 долари США (медіана — 61 477), а середній дохід на одну сім'ю — 73 127 доларів (медіана — 67 386). Медіана доходів становила 40 978 доларів для чоловіків та 34 722 долари для жінок. За межею бідності перебувало 17,4 % осіб, у тому числі 27,2 % дітей у віці до 18 років та 15,8 % осіб у віці 65 років та старших.
Цивільне працевлаштоване населення становило 543 особи. Основні галузі зайнятості: сільське господарство, лісництво, риболовля — 21,7 %, виробництво — 19,9 %, освіта, охорона здоров'я та соціальна допомога — 14,5 %, будівництво — 13,8 %.